# Corydalis appendiculata
Corydalis appendiculata är en vallmoväxtart som beskrevs av Hand.-mazz.. Corydalis appendiculata ingår i släktet nunneörter, och familjen vallmoväxter. Inga underarter finns listade i Catalogue of Life.